# Melchior Dörrien
Melchior Karl Dörrien (* 2. Mai 1721 in Hildesheim; † 8. Juli 1746 in Braunschweig) war ein Jurist und Advokat. Er war zudem Hofmeister und Lehrer des Rechts am Collegium Carolinum in Braunschweig.

## Leben
Dörrien war der Sohn des Pastors Johann Jonas Dörrien (1684–1738) und seiner Frau Lucia Katharina geborene Schrader († 1733). Er studierte ab 1739 die Rechtswissenschaften an der Universität Göttingen. Nach Abschluss des Studiums wurde er um das Jahr 1741 Advokat in Hildesheim und 1745 einer der ersten öffentlichen Lehrer und Hofmeister am neu gegründeten Collegium Carolinum in Braunschweig. Während seiner kurzen Amtszeit dort erkrankte er am Brustfieber, dem er in der Nacht zum 8. Juli 1746 erlag. Für ihn wurde nach seinem Tode eine erste Gedenkschrift in lateinischer Sprache gedruckt.
Im Jahre 1747 soll er nach Augenzeugenberichten mehrfach im Gebäude des Collegium Carolinum als Geistererscheinung gesehen worden sein. Insbesondere sei er den Professoren Johann Gottfried Höfer und Johann Ludwig Oeder erschienen. Diese Gespenstergeschichte verbreitete sich bis über die Grenzen Braunschweigs hinaus und es entstanden zu dem Vorfall neben Protokollen weitere Schriften zur Geisterkunde. So schilderte beispielsweise Johann Joachim Eschenburg 1812 in seinem Entwurf einer Geschichte des Collegii Carolini in Braunschweig (S. 133–144) ausführlich die Ereignisse. In den Aktenvermerken zu der Untersuchung des Vorfalls, die Herzog Karl angeordnet hatte, wurde festgehalten, dass es sich mit großer Wahrscheinlichkeit um nichts weiter als einen Streich handele, den einige Studenten den Professoren und Mitbewohnern gespielt hätten.
Dörrien hatte drei ältere Geschwister: Maria Agnesa (* 1715; † vor 1733), Catharina Helena (1717–1795) und Martin Sylvester (* 1719).